# Bohumil Urbánek
Bohumil Urbánek (9. listopadu 1901 – 1. února 1956) byl český a československý politik Československé strany národně socialistické (po roce 1948 Československá strana socialistická) a poslanec Prozatímního a Ústavodárného Národního shromáždění a Národního shromáždění ČSR.

## Biografie
Roku 1945 se uvádí jako kovopracovník z Moravské Ostravy.
V letech 1945–1946 byl poslancem Prozatímního Národního shromáždění za národní socialisty. V parlamentu setrval až do parlamentních voleb v roce 1946, pak se stal poslancem Ústavodárného Národního shromáždění za národní socialisty. Znovu se členem parlamentu stal za ve volbách do Národního shromáždění roku 1948, nyní již za Československou stranu socialistickou, která byla po únorovém převratu v roce 1948 vytvořena z národně socialistické strany a která byla loajálním spojencem komunistického režimu. Zvolen byl za volební kraj Ostrava a v parlamentu setrval do konce volebního období v roce 1954.